# Bulgar (történelmi település)
Bulgar (orosz nyelven: Булгар, néha Болгар; tatár nyelven: Bolğar, Болгар; csuvas nyelven: Пăлхар) a 10–15. században fennállt, többször elpusztított és újra felépített város volt a Volga középső folyása mentén. Nevét a városalapító volgai bolgárokról kapta. Előbb Volgai Bolgárország egyik legnagyobb települése, – egy ideig fővárosa –, később az Arany Horda fontos városa volt.
Pusztulása után romjaiban is a Volga-vidéken élő muszlimok zarándokhelye lett.
A középkori település helyén Oroszországban, a mai Tatárföld területén szabadtéri múzeumot alakítottak ki. 2014-ben Bolgar régészeti és történelmi komplexum néven fölvették az UNESCO világörökség listájára.

## Elhelyezkedése
A múzeum és világörökségi helyszín Tatárföld délnyugati részén, Kazanytól 130–140 km-re, a Káma torkolatától kb. 30 km-re délre, a Volgán kialakított Kujbisevi-víztározó bal partján terül el. Közvetlenül Tatárföld Szpasszki járásának székhelye, a mai Bolgar (előző neve Kujbisev) város mellett, sík vidéken, a folyó teraszán fekszik. (Korábban, a víztározó feltöltése előtt helyét a Volgától néhány kilométernyire jelölték.)

## Történeti áttekintés
A déli sztyeppékről a Volga mentén északra vonult volgai bolgárok legkésőbb a 9. század második felében elérték a Káma torkolatvidékét.
Bulgar város kezdeteit általában a 9–10. század fordulójára teszik, de várossá alakulása valószínűleg csak később indult meg. Nevét egy másik bolgár településsel, Szuvarral együtt a 920-as évek elejétől említik a források, először al-Balhi (920–921), illetve al-Dzsajháni (valószínűleg 922 előtt). 922-ben a volgai bolgár uralkodó, Almis ibn Selkej az iszlámot „hivatalos” vallásnak nyilvánította. Ekkor járt országukban a bagdadi kalifa követsége, melynek titkára, Ibn Fadlán az utazásról részletes beszámolót készített.
A 10. század folyamán Bulgar a déli muszlim területek és az orosz fejedelemségek közötti kereskedelem fontos központja lett. (Egykori híres „piaca”, az Aga-bazár (Ага-Базар) helyén ma már a Volga vize hömpölyög.) Egy ideig valószínűleg a kán székhelye, az ország fővárosa is volt, de az orosz fejedelemségek betörései miatt a főváros később keletebbre, Biljarba helyeződött át.
1236-ban Batu kán serege a többi volgai bolgár várossal együtt elpusztította, de azoktól eltérően gyorsan kiheverte a pusztítást és fejlődésnek indult. A 13. század második felében, az iszlám vallást elsőként fölvett mongol uralkodó, Berke kán idején Bulgar az Arany Horda (illetve egyik uluszának, azaz területrészének) fővárosa volt. Igazi muszlim nagyvárossá nőtt, lakossága felduzzadt és etnikai összetétele megváltozott. A 13. század végén és a 14. század első felében második fénykorát élte. Nagyszabású építkezés folyt, virágzott a kerámiaművesség. Ebből az időszakból maradt fenn az építészeti emlékek többsége.
A 14. század második felében fokozatosan veszített jelentőségéből és lassú hanyatlásnak indult. Ez részben az Arany Hordán belül akkoriban zajló hatalmi harcok következménye volt. 1361-ben az Arany Horda egyik kánja, Bulak-Timur pusztította. Az 1360-as években földsánccal és tölgyfából emelt fallal vették körül. Az 1390-es években Timur Lenk serege dúlta fel, végül 1431-ben II. Vaszilij moszkvai nagyfejedelem egyik csapata foglalta el és lerombolta. Később már nem építették újjá, a város történelme véget ért. Az új hatalmi központ Kazán lett, melynek elfoglalásával (1552) Bulgar és környéke is a moszkvai orosz állam fennhatósága alá került.
1712-ben először számolták össze a romokat, ekkor hetven középkori építményt találtak. Nem sokkal később a mecset és a káni udvar helyén pravoszláv kolostor épült, mellette kisebb település alakult ki (Uszpenszkoje, jóval későbbi nevén Bolgari). 1732-ben egy tehetős kereskedő pénzén a kolostor részére templomot is emeltek. A kolostort az 1770-es években bezárták, a templom megmaradt. 1722-ben I. Péter orosz cár útba ejtette a vidéket; 1767-ben II. Katalin orosz cárnő is idelátogatott, de ekkor már csak kb. negyven épületrom állt.

## A Világörökség része
A 424 hektár kiterjedésű helyszínt 1998-ban nyújtották be a javasolt helyszínek listájára és 2014 júniusában vették fel a világörökségi listára. A Volga partján fekvő szabadtéri múzeum területe nagyjából háromszög alakú. Három oldalát az egykori földsánc maradványa és a mellette futó árok képezi. Ezek teljes hossza 5630 m.
A területet a hatóságok már az 1930-as években védetté nyilvánították. A korábbiaknál szélesebb körű régészeti feltárását a víztározó létesítése előtt, 1954-ben kezdték, majd az 1960-as évektől folytatták. 1969-ben történeti és építészeti szabadtéri múzeumot alapítottak. Ekkorra már csak kilenc épület romjai álltak, mindegyik az Arany Horda idejéből való. A mongol pusztítás előtti korból sok régészeti lelet került elő, de felszíni építmény nem maradt fenn. Az épületek vagy épületcsoportok szétszórtan, egymástól nagy távolságra állnak.
- Központi mecset. Az 1260-as években, a mongol pusztítás utáni újjáépítéskor keletkezhetett. Többször lerombolták és helyreállították. Maradványait az 1960-as években újították fel, illetve konzerválták.
- Nagy minaret. A központi mecset északi oldalához csatlakozik, eredetileg feltehetően a mecsettel egy időben épült. I. Péter cár ottani látogatása után elrendelte a felújítását, amit el is végeztek, mégsem maradt fenn: 1841-ben ledőlt. Sokáig csak alapjának romjai álltak. A jelenleg látható minaret 2000-ben (2002-ben?) épült, magassága 24 m.
- Fekete palota. Bulgar épületei közül viszonylag a legteljesebben megőrződött műemlék. Eredeti rendeltetése és használata vitatott. Egyesek szerint a káni bíróság, mások szerint mecset vagy medresze lehetett, ismét mások feltételezik, hogy a vándorló dervisek befogadására volt. A „palota” nem önmagában állt, hanem egész épületegyüttes része volt: hét épület alapjait találták meg körülötte. A 19. században füstölőnek használták, ezért kívül-belül valóban megfeketedett.
- Fehér palota. A 14. században emelt fürdő épületegyüttese romos állapotban maradt ránk. Egy 18. században készített rajzon még a kupola is viszonylag jó állapotban látható.
- Kis minaret. A nagy minarettől eltérően teljes egészében és viszonylag jó állapotban megőrződött. A 14. század második felében épült. 11–12 m magas, és 40 lépcsőfokból álló csigalépcső vezet fel az erkélyre. Nehézkessége, formai megoldása az erődök tornyaira emlékeztet, feltehetően volt is védelmi funkciója. 1972 és 1974 között renoválták. Helyreállították a sisak alatti felső henger elpusztult részét és a müezzinerkély párkányzatát. A csigalépcsőt és szinte a teljes külső borítást felújították, konzerválták, a hiányzó részeket pótolták.

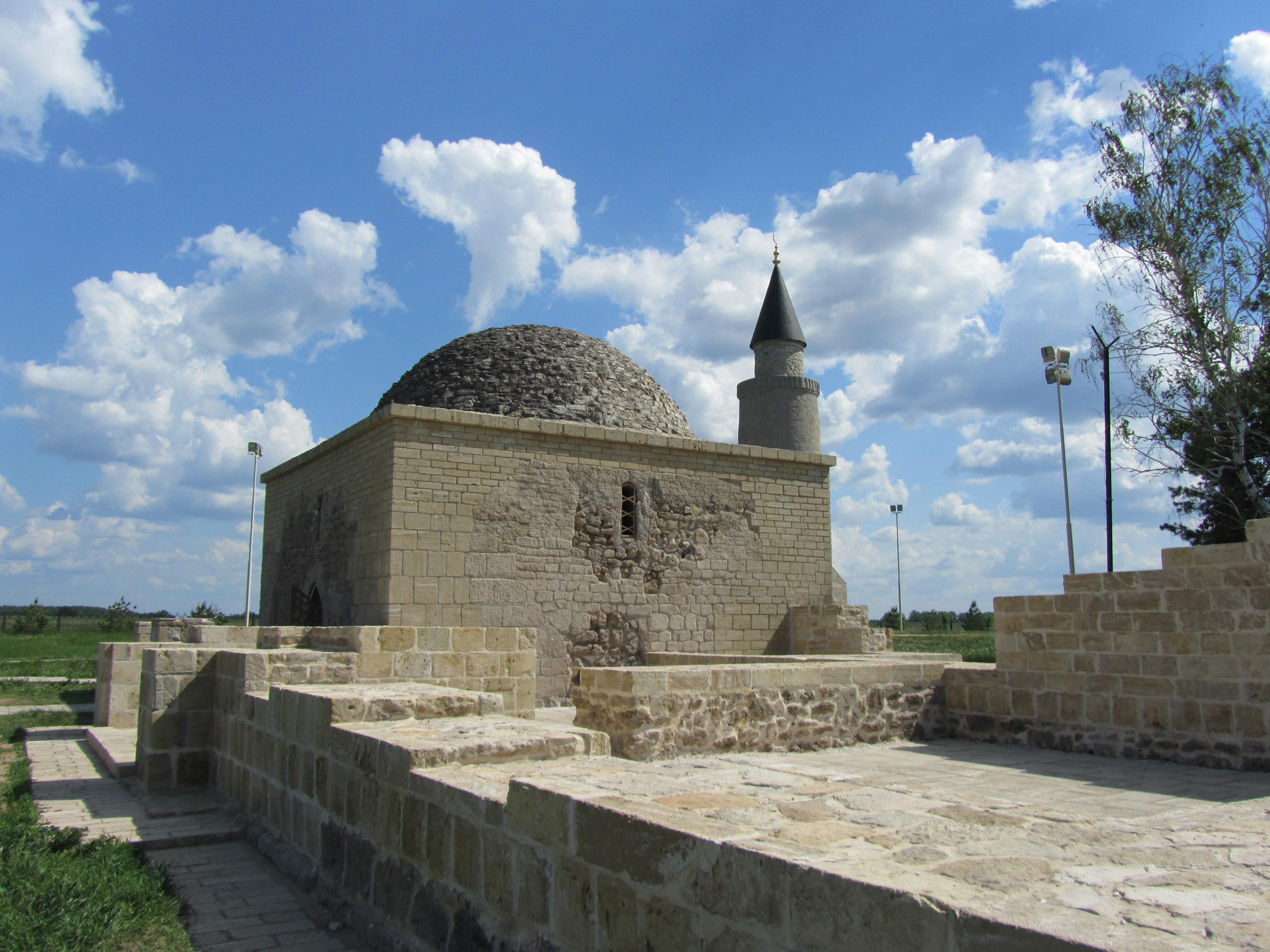
A káni síremlék, háttérben a kis minaret

- Káni síremlék. A kis minaret környéke a 14. század második felében a városi előkelőségek temetője volt. A területen sírkövek, sírkamrák, síremlékek sorakoztak. A kis minarettől északra négy síremlék (mauzóleum, türbe) romja áll. A középsőt „Káni síremlék”-ként említik. Két oldalfala majdnem eredeti magasságában maradt fenn, ezek alapján a négyzet alaprajzú épületet rekonstruálták és kupolával borították. Az északi mauzóleumban arab írással ellátott feliratos sírköveket, sztéléket gyűjtöttek egybe. A keleti mauzóleumot Szent Miklós-templomnak is nevezik, a 18. századi kolostor szerzetesei ugyanis pravoszláv templomnak rendezték be. 1994-ben ismét elhelyezték tetejére az iszlám félholdat.
- Káni fürdő. A romváros központi részén 1984-ben régészek újabb kőépület romjait, egy fürdőépület részeit találták meg. A padló alatti fűtésrendszer maradványait is feltárták, és gazdag régészeti anyag, kerámia, érme került elő.
- Kis város. Ezen a néven említik azt a néhány épületmaradványt, melyek az egykori város déli kapujánál, a földsáncon kívül fekszenek, de az erődítési rendszerhez kapcsolódnak. A négyszög alakú, 7 hektárnyi területen többek között két kaputorony, egy nagyobb épület és talán egy minaret romjait tárták fel. Az épületegyüttes rendeltetése vitatott: talán a város főkapujának védelmét szolgálta, vagy a kán városon kívüli rezidenciájaként épült, vagy akár a karavánok pihenőhelye is lehetett. Valószínűleg az 1340–1360 körüli időkben létesítették, de építését félbehagyták, vélhetően Bulak-Timur 1361. évi támadása miatt.